# Halowe Mistrzostwa Europy w Lekkoatletyce 1994
XXIII Halowe Mistrzostwa Europy odbyły się 11–13 marca 1994 w Paryżu w hali Palais Omnisports de Paris-Bercy.
30 maja 1992 roku Rada Bezpieczeństwa ONZ w rezolucji nr. 757 podjęła decyzję o niedopuszczeniu zespołów reprezentujących Federalną Republikę Jugosławii do rywalizacji na arenie międzynarodowej z powodu wojny w Bośni i Hercegowinie. W związku z powyższym sportowcy z Jugosławii zostali dopuszczeni do rywalizacji pod neutralną flagą jako „Niezależni Uczestnicy Europejscy” (Independent European Participants; IEP).

## Klasyfikacja medalowa
| Pozycja | Państwo                                | Złoto | Srebro | Brąz | Razem |
| ------- | -------------------------------------- | ----- | ------ | ---- | ----- |
| 1.      | Rosja                                  | 9     | 7      | 3    | 19    |
| 2.      | Wielka Brytania                        | 5     | 0      | 2    | 7     |
| 3.      | Niemcy                                 | 4     | 4      | 3    | 11    |
| 4.      | Francja                                | 2     | 2      | 7    | 11    |
| 5.      | Bułgaria                               | 2     | 1      | 2    | 5     |
| 6.      | Ukraina                                | 1     | 1      | 1    | 3     |
| 7.      | Holandia                               | 1     | 0      | 1    | 2     |
| 7.      | Portugalia                             | 1     | 0      | 1    | 2     |
| 9.      | Białoruś                               | 1     | 0      | 0    | 1     |
| 9.      | Włochy                                 | 1     | 0      | 0    | 1     |
| 11.     | Rumunia                                | 0     | 4      | 1    | 5     |
| 12.     | Grecja                                 | 0     | 2      | 1    | 3     |
| 13.     | Austria                                | 0     | 1      | 1    | 2     |
| 14.     | Chorwacja                              | 0     | 1      | 0    | 1     |
| 14.     | Hiszpania                              | 0     | 1      | 0    | 1     |
| 14.     | (IEP) Niezależni Uczestnicy Europejscy | 0     | 1      | 0    | 1     |
| 14.     | Szwecja                                | 0     | 1      | 0    | 1     |
| 14.     | Węgry                                  | 0     | 1      | 0    | 1     |
| 19.     | Polska                                 | 0     | 0      | 3    | 3     |
| 20.     | Islandia                               | 0     | 0      | 1    | 1     |

## Wyniki zawodów

### Mężczyźni

#### Konkurencje biegowe
| Konkurencja    | Złoto                            | Złoto    | Srebro                           | Srebro   | Brąz                               | Brąz     |
| -------------- | -------------------------------- | -------- | -------------------------------- | -------- | ---------------------------------- | -------- |
| 60 m           | Colin Jackson · Wielka Brytania  | 6,49 ER  | Alexandros Terzian · Grecja      | 6,51     | Michael Rosswess · Wielka Brytania | 6,54     |
| 200 m          | Daniel Sangouma · Francja        | 20,68    | Władysław Dołohodin · Ukraina    | 20,76    | George Panagiotopoulos · Grecja    | 20,99    |
| 400 m          | Du’aine Ladejo · Wielka Brytania | 46,53    | Michaił Wdowin · Rosja           | 46,56    | Rico Lieder · Niemcy               | 46,82    |
| 800 m          | Andriej Łoginow · Rosja          | 1:46,38  | Luis Javier González · Hiszpania | 1:46,69  | Ousmane Diarra · Francja           | 1:47,18  |
| 1500 m         | David Strang · Wielka Brytania   | 3:44,57  | Branko Zorko · Chorwacja         | 3:44,64  | Abdelkader Chékhémani · Francja    | 3:44,65  |
| 3000 m         | Kim-Lars Bauermeister · Niemcy   | 7:52,34  | Ovidiu Olteanu · Rumunia         | 7:52,37  | Rod Finch · Wielka Brytania        | 7:53,99  |
| 60 m ppł       | Colin Jackson · Wielka Brytania  | 7,41     | Gheorghe Boroi · Rumunia         | 7,57     | Mike Fenner · Niemcy               | 7,58     |
| chód na 5000 m | Michaił Szczennikow · Rosja      | 18:34,32 | Ronald Weigel · Niemcy           | 18:40,32 | Denis Langlois · Francja           | 18:43,20 |

#### Konkurencje techniczne
| Konkurencja    | Złoto                          | Złoto   | Srebro                                              | Srebro | Brąz                         | Brąz  |
| -------------- | ------------------------------ | ------- | --------------------------------------------------- | ------ | ---------------------------- | ----- |
| skok wzwyż     | Dalton Grant · Wielka Brytania | 2,37    | Jean-Charles Gicquel · Francja                      | 2,35   | Wolf-Hendrik Beyer · Niemcy  | 2,33  |
| skok o tyczce  | Piotr Boczkariew · Rosja       | 5,90 CR | Jean Galfione · Francja                             | 5,80   | Igor Trandienkow · Rosja     | 5,75  |
| skok w dal     | Dietmar Haaf · Niemcy          | 8,15    | Konstantinos Koukodimos · Grecja                    | 8,09   | Bogdan Tudor · Rumunia       | 8,07  |
| trójskok       | Leonid Wołoszyn · Rosja        | 17,44   | Denis Kapustin · Rosja                              | 17,35  | Wasilij Sokow · Rosja        | 17,31 |
| pchnięcie kulą | Ołeksandr Bahacz · Ukraina     | 20,66   | Dragan Perić (IEP) Niezależni Uczestnicy Europejscy | 20,55  | Petur Gudmundsson · Islandia | 20,04 |
| siedmiobój     | Christian Plaziat · Francja    | 6268    | Henrik Dagård · Szwecja                             | 6119   | Alain Blondel · Francja      | 6084  |

### Kobiety

#### Konkurencje biegowe
| Konkurencja    | Złoto                           | Złoto    | Srebro                      | Srebro   | Brąz                          | Brąz     |
| -------------- | ------------------------------- | -------- | --------------------------- | -------- | ----------------------------- | -------- |
| 60 m           | Nelli Fiere-Cooman · Holandia   | 7,17     | Melanie Paschke · Niemcy    | 7,19     | Patricia Girard · Francja     | 7,19     |
| 200 m          | Galina Malczugina · Rosja       | 22,41    | Silke Knoll · Niemcy        | 22,91    | Jacqueline Poelman · Holandia | 23,43    |
| 400 m          | Swietłana Gonczarienko · Rosja  | 51,62    | Tatjana Aleksiejewa · Rosja | 51,77    | Viviane Dorsile · Francja     | 51,92    |
| 800 m          | Natalla Duchnowa · Białoruś     | 2:00,42  | Ella Kovacs · Rumunia       | 2:00,49  | Carla Sacramento · Portugalia | 2:01,12  |
| 1500 m         | Jekatierina Podkopajewa · Rosja | 4:06,46  | Ludmiła Rogaczowa · Rosja   | 4:06,60  | Małgorzata Rydz · Polska      | 4:06,98  |
| 3000 m         | Fernanda Ribeiro · Portugalia   | 8:50,47  | Margareta Keszeg · Rumunia  | 8:55,61  | Anna Brzezińska · Polska      | 8:56,90  |
| 60 m ppł       | Jordanka Donkowa · Bułgaria     | 7,85     | Ewa Sokołowa · Rosja        | 7,89     | Anne Piquereau · Francja      | 7,91     |
| chód na 3000 m | Annarita Sidoti · Włochy        | 11:54,32 | Beate Gummelt · Niemcy      | 11:56,01 | Jelena Arszincewa · Rosja     | 11:57,48 |

#### Konkurencje techniczne
| Konkurencja    | Złoto                         | Złoto    | Srebro                            | Srebro | Brąz                        | Brąz  |
| -------------- | ----------------------------- | -------- | --------------------------------- | ------ | --------------------------- | ----- |
| skok wzwyż     | Stefka Kostadinowa · Bułgaria | 1,98     | Desisława Aleksandrowa · Bułgaria | 1,96   | Sigrid Kirchmann · Austria  | 1,96  |
| skok w dal     | Heike Drechsler · Niemcy      | 7,06     | Ludmila Ninowa · Austria          | 6,78   | Inesa Kraweć · Ukraina      | 6,72  |
| trójskok       | Inna Łasowska · Rosja         | 14,88 CR | Anna Biriukowa · Rosja            | 14,72  | Sofija Bożanowa · Bułgaria  | 14,52 |
| pchnięcie kulą | Astrid Kumbernuss · Niemcy    | 19,44    | Łarisa Pieleszenko · Rosja        | 19,16  | Swetła Mitkowa · Bułgaria   | 19,09 |
| pięciobój      | Łarisa Turczinska · Rosja     | 4801 CR  | Rita Ináncsi · Węgry              | 4775   | Urszula Włodarczyk · Polska | 4668  |

## Objaśnienia skrótów
- CR – rekord mistrzostw Europy